# Patrik Haginge
Patrik Haginge, född den 2 april 1985 i Örebro, är en svensk fotbollsspelare som spelar för IF Eker Örebro. Han spelade under stora delar av sin karriär för Örebro SK.

## Klubbkarriär
Haginges karriär tog fart i Örebro SK där han spelade mellan 2001 och 2008. Säsongen 2004 fick han spela 4 U21-landskamper. Den 17 juni 2008 skrev han på för 3,5 säsong (till och med 2011) för Djurgårdens IF. Med en säsong kvar på kontraktet skrev han den 3 februari 2011 på för sin förra klubb Örebro SK.
2001 var första året som Patrik Haginge drog på sig ÖSK-tröjan. 2017 visade sig bli det sista året, i alla fall i elitsammanhang. Haginge valde att avsluta sin fotbollskarriär efter säsongen 2017.
Under tiden i Örebro SK lyckades Haginge få en status av ikon i sportklubben. Han gjorde inte detta genom att leverera poäng på planen utan han gjorde något mycket större. Genom att vara en förebild och ambassadör både på planen, i omklädningsrummet, och utanför arenan lyckades "Hagge" på ett utomordentligt sätt personifiera klubbens ledord, hjärta, stolthet, och passion.

"Hagge" nådde sådana höjder bland Örebro SKs supportrar att han både blev helgonförklarad i Nikolaikyrkan och fick en egen högtid. Högtiden kommer enligt ÖSK-supportrarna att infalla årligen den första lördagen efter att Örebro SK lyckats säkra sitt Allsvenska kontrakt.
2018 gick Haginge till division 4-klubben IFK Örebro. Han spelade 11 matcher och gjorde fyra mål för klubben under säsongen 2018. Följande säsong spelade Haginge 14 matcher och gjorde tre mål. Säsongen 2020 spelade han sju matcher och gjorde två mål. Säsongen 2021 gjorde Haginge fem mål på 10 matcher för IF Eker Örebro i Division 4.

## Meriter
- Landskamper: 4 Sverige U19, 12 Sverige U21

## Seriematcher och mål
- 2016: 3 / 0 (allsvenskan)
- 2015: 17 / 1 (allsvenskan)
- 2014: 28 / 2 (allsvenskan)
- 2013: 30 / 2 (superettan)
- 2012: 27 / 0 (allsvenskan)
- 2011: 29 / 1 (allsvenskan)
- 2010: 12 / 0 (allsvenskan)
- 2009: 15 / 3 (allsvenskan)
- 2008: 27 / 1, varav 11 / 1 (allsvenskan, ÖSK) och 16 / 0 (DIF)
- 2007: 25 / 1 (allsvenskan)
- 2006: 11 / 0 (superettan)
- 2005: 24 / 1 (superettan)
- 2004: 18 / 3 (allsvenskan)
- 2003: 0 / 0 (allsvenskan)